# هایسنس کلون
هایسنس کلون (科龙) شرکت لوازم خانگی چینی است، که در سال ۱۹۸۴ توسط شرکت های‌سنس تأسیس شد.